# Turboljot
A Turboljot (oroszul: Турболёт) a Szovjetunióban a Gromov Repülő-kísérleti Intézetben 1955–1956-ban készített repülő eszköz, mellyel a függőleges fel- és leszállást, a lebegő repülési módnál a stabilitást és az irányíthatóságot vizsgálták. A Turboljottal szerzett tapasztalatokat később a Jak–36 kísérleti helyből felszálló repülőgépnél és a Jak–38 haditengerészeti vadászrepülőgépnél használták fel. A Turboljot napjainkban az Orosz Légierő Központi Múzeumában található.

## Története
A Szovjetunióban az 1950-es évek közepén kezdtek el foglalkozni a függőlegesen fel- és leszálló repülőgépek problémájával a Gromov Repülő-kísérleti Intézetben (LII). A kísérleti munka több irányba kezdődött el. Egy MiG–15-össel a repülőgép stabilitását és irányíthatóságát vizsgálták kis sebességnél, ami a vízszintes repülés és a lebegés közti átmeneti repülési üzemmód szempontjából kulcsfontosságú. Emellett egy lejárt élettartamú Klimov VK–1A gázturbinás sugárhajtóművel a forró gázsugárnak a betonfelületen okozott eróziós hatását vizsgálták. A lebegő repülési üzemmódnál a stabilitás és az irányíthatóság vizsgálatára egy külön repülő eszközt készítettek, amelynek később  Turboljot nevet adta a sajtó.
Első lépésként a függőlegesen beépített gázturbinás sugárhajtóművek üzembiztonságát vizsgálták. Először egy Klimov RD–45F, majd 1956 nyarán egy utánégető nélküli RD–9BP hajtóművet építettek be egy betonalapzathoz rögzített, stabil állványzatba. Mindkét hajtómű üzembiztosan működött és a betonnak ütköző gázsugár elvezetése is egyenletes volt minden irányba. Ezt követően megépítettek egy rácsszerkezetet, melybe függőlegesen beépítették a hajtóművet, a stabilizáló fúvókákat, az irányítórendszert, valamint a hajtómű segédberendezéseit. Az eszköz irányításár kétféle rendszerrel szerelték fel. A főhajtómű fúvócsöve mögé szerelt gázsugárkormány a tolóerő irányának változtatását tette lehetővé, emellett a gépet négy segédfúvókával is ellátták. A Turboljottal végzett kísérletek fő célja később az volt, hogy e két irányítási rendszer közül kiválasszák az optimálisabb megoldást. A repülő eszköz tervezését Aram Rafaeljanc irányította.
A teszteléshez az LII berepülőpilótáját, Jurij Garnajevet jelölték ki. Garnajev 1956. november 29-én hajtotta végre az első felszállást az eszközzel. A nehezen irányítható géppel kis magasságú lebegéseket, valamint különböző irányú manővereket (oldalirányú haladás, függőleges tengely körüli elfordulás) végeztek. Garnajev a számos felszállás nyomán egyre nagyobb biztonsággal irányította a berendezést. A tapasztalatok azt mutatták, hogy 12 m/s-os szélsebességnél már nehezen irányítható. 1957-ben Garnajev mellett az LII más pilótái is repültek az eszközzel. 1958-ban bemutatták a szovjet vezetésnek, majd még abban az évben, a tusinói légiparádén a nyilvánosság előtt is szerepelt. Tusinóban a fel- és leszállást egy alkalommal füves talajról is végrehajtották. A sajtó az eszköznek először a repülő asztal (letajuscsij sztol) nevet adta, de később a turboljot elnevezés terjedt el.
Az eszközzel szerzett tapasztalatok azt mutatták, hogy a függőleges fel- és leszálláshoz, a lebegéshez és az egyes repülési üzemmódok közti váltáshoz automatikus stabilizáló rendszer szükséges, míg az irányítási rendszerek közül a segédfúvókás megoldás bizonyult használhatóbbnak.
Az OKB–115 tervezőiroda az 1960-as évek elején kezdett el foglalkozni a helyből fel-és leszálló repülőgépekkel. A tervezőiroda munkájába az LII-nél a Turboljottal tapasztalatokat szerzett munkatársai is bekapcsolódtak, többek között Aram Rafaeljanc és Jurij Garnajev is. A Turboljottal szerzett tapasztalatokat később a Jak–36 kísérleti helyből felszálló repülőgépnél használták fel.